# Momento perfetto (Sempre Noi)
Momento perfetto è l'ottavo album del gruppo musicale Sempre Noi, pubblicato nel 2005.
Si tratta del secondo album del gruppo, dopo Medio oriente del 1993, a contenere esclusivamente brani inediti.

## Tracce
1. Vita mia
2. Momento perfetto
3. Né fuoco né vento
4. Colore e forma
5. Disegni nell'aria
6. Terra libera
7. Sotto questo cielo
8. Fotogrammi
9. Due, cinque, sei
10. Ma che differenza c'è
11. Io e Natasha
12. Julia

## Formazione
- Chris Dennis - violino, tastiere, flauto, voce
- Paolo Lancellotti - batteria, percussioni
- Joe Della Giustina - basso
- Dade Bazzoni - voce
- Napo Preti - chitarre